# Misa solemne
La misa solemne (en latín: missa solemnis) es la forma ceremonial completa de la forma tridentina del rito romano. Se celebra por un sacerdote acompañado de diácono y subdiácono. Requiere que se cante la mayoría de las partes de la misa y que se use incienso. Se distingue de la —más sencilla— Misa Cantata, en que pueden cantarse partes de la Misa y usarse incienso pero en la que faltan el diácono y el subdiácono y alguna de las ceremonias relacionadas con ellos. Cuando la Misa Solemne es celebrada por un obispo, se le llama Misa Pontifical y también tiene sus ceremonias especiales.

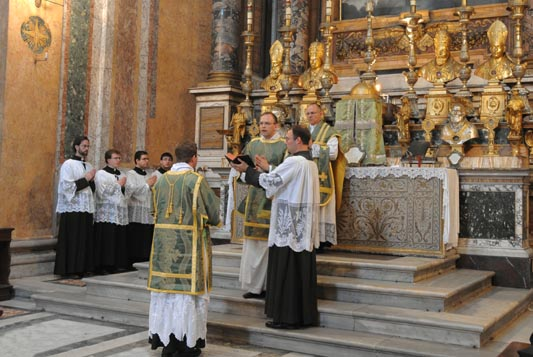
Ite Missa Est dicho por diácono en misa solemne en la Santissima Trinità dei Pellegrini (Roma)

## Vestiduras
En la sacristía, antes de la concesión, los tres ministros sagrados (sacerdote celebrante, diácono y subdiácono) se lavan las manos. Los ministros recitan ciertas oraciones mientras colocan en cada vestimenta. Primero, se besa el amito (una tela rectangular de lino con largas cuerdas para atar) (si está bordado con una cruz) y luego se coloca brevemente en la parte superior de la cabeza mientras recita una de las oraciones durante el vestid. Luego se ata alrededor de los hombros en la parte superior de la sotana (o en la parte superior del hábito, si los ministros sagrados pertenecen a una orden religiosa con uno). A continuación se coloca el alba (una túnica larga de lino con mangas). El cingulo (en latín, cinctura), un cordón de tela largo también llamado faja, se ata alrededor de la cintura. El subdiácono luego completa su vestidura colocando el maniple (una pieza de tela bordada, doblada por la mitad, con una cruz en el medio) en su brazo izquierdo (siempre que no haya Asperges u otra ceremonia litúrgica antes de que comience la misa), asegurándola con alfileres o con cintas o elásticos en el interior, y luego la túnica (una túnica bordada con mangas cortas) sobre todo. El diácono coloca su estola (una pieza de tela bordada larga y estrecha, similar al mango pero de mayor longitud) sobre el hombro izquierdo y la ata en su lugar, en su cadera derecha, con la cincha o la cintura. Luego se pone el maniple y su dalmática (similar a la túnica). El sacerdote celebrante hace lo mismo, excepto que cruza su estola frente a él por la cintura, atándola con la faja o la cincha. Después de la manipulación, se pone una capa (una capa larga y pesada bordada) si la Misa es precedida por los Asperges (rociando la congregación con agua bendita). Después de los Asperges, el celebrante, asistido por los acólitos, se quita la capa y se pone la casulla (similar a la túnica, pero sin mangas y generalmente con una cruz bordada o una imagen en la parte posterior).
Los servidores de la Misa (Maestro de Ceremonias, acólitos, monaguillos) y el clero que se sienta en los puestos del coro litúrgico están investidos en sotana (la túnica negra hasta el tobillo con botones, generalmente vista en sacerdotes y servidores de altar) y sobrepelliz (una túnica blanca que fluye con mangas) o cotta (una versión más corta del sobrepelliz), aunque en algunos lugares los acólitos usaban albs y cinctures simples. Cualquier persona ordenada en el subdiaconado o superior también usa la biretta (un sombrero de cuatro esquinas con quizás un pompón en la parte superior en el centro y tres aletas en la parte superior alrededor de los bordes) mientras está sentado. Los miembros de las órdenes religiosas habituales tienen una sobrepelliz sobre el hábito. Si es parte de su "vestido de coro", también usan la biretta. Si no, entonces usan su capucha de la misma manera que uno usa una biretta. Las birettas son negras para sacerdotes, diáconos y subdiáconos, moradas o negras con ribetes morados o rojos para monseñores, cánones, obispos y arzobispos; Las berettas de los cardenales son escarlatas.

## Música
La música típica de la misa solemne es el canto gregoriano. Sin embargo, una amplia variedad de escenarios musicales del Ordinario de la Misa se han compuesto a lo largo de los siglos, y pueden utilizarse en su lugar. Las obras polifónicas de Giovanni Pierluigi da Palestrina y Giovanni Gabrieli se consideran especialmente adecuadas. También hay varios escenarios musicales para los propios misas durante las estaciones y los días festivos y para ciertas misas votivas. Un ejemplo es el escenario de William Byrd de los personajes menores para la Lady Misa en Adviento.
A pesar del desánimo, hace más de un siglo, por el Papa Pío X en Tra le Sollecitudine (1903) de la selección de composiciones post-renacentistas a menudo consideradas "música sagrada", escenarios musicales para el Ordinario de la Misa por compositores como Wolfgang Amadeus Mozart continúa en uso. Al estar basados en textos en latín, estos ajustes, así como los anteriores, se cumplen con menos frecuencia hoy en día.
La música de la misa generalmente es interpretada por un coro. El Ordinario está designado teóricamente para toda la congregación, mientras que los Propios son propios del coro de clérigos presentes. En la práctica, incluso el ordinario es a menudo demasiado complicado para la congregación, y el coro a menudo está compuesto por laicos y hombres especialmente entrenados (aunque en las iglesias dirigidas por órdenes religiosas a menudo está compuesto por sus miembros). menos si era clerical, tradicionalmente se colocaba cerca del altar en puestos de venta. Sin embargo, con la aparición de elaborados escenarios musicales del Ordinario de la Misa, se hizo necesario emplear cantantes laicos, y con esta innovación, el coro se movió primero desde el frente de la iglesia hasta las galerías a los lados de la iglesia y finalmente a un loft en la parte de atrás. Esto a su vez permitió que los instrumentos musicales, además del órgano, fueran empleados en la música.
En la misa solemne, el celebrante habla la mayor parte del tiempo de manera inaudible, pero, aparte de unas pocas partes como el "Orate Fratres", todo lo que habla en voz alta, como "Dominus vobiscum" y las cuatro palabras iniciales de Gloria y del Credo son cantados por él. Él dice en voz baja para sí mismo todo lo que canta el coro, excepto respuestas cortas como "Et cum spiritu tuo" y "Amén". Él lee por sí mismo las palabras de la Epístola y los siguientes cantos mientras el subdiácono canta la Epístola, y lee el Evangelio por sí mismo antes de que el diácono cante el Evangelio en voz alta.

## Estructura y ceremonias
Las ceremonias comienzan cuando el Maestro de Ceremonias (MC) toca la campana. El portero abre la puerta de la sacristía y los servidores y ministros abandonan la sacristía y entran a la iglesia de la siguiente manera: primero el incenzador  que lleva su incensario y su bote (o el aspersorio si se tiene el Asperges); luego vienen los acólitos que llevan sus velas (la costumbre en los países de habla inglesa y del norte de Europa es tener un crucífero sosteniendo una cruz procesional caminando entre los acólitos); el Maestro de Ceremonias viene después; y finalmente los tres ministros sagrados ingresan en una sola fila en orden inverso de precedencia (o en cualquier lado del celebrante si está usando el atuendo para los Asperges o alguna otra ceremonia antes de la Misa. El diácono y el subdiácono deberían llevar a cabo el extremos de la capa.)
- Asperges (solo los domingos en la misa principal del día). El Asperges es solo obligatorio en la catedral y las iglesias colegiadas, pero fue requerido por los obispos de Inglaterra para todas las iglesias parroquiales. Esta ceremonia de rociar la congregación con agua lustral es realizada por el celebrante con la ayuda de los otros ministros sagrados. Después de bendecir el altar, él mismo y los ministros y servidores sagrados, el celebrante continúa por la nave de la iglesia para bendecir a la congregación. Mientras tanto, el coro, o un cantor, está cantando el texto del Salmo 50, versículo 9 (todas las referencias bíblicas de aquí en adelante son de la Biblia de Douay-Rheims) "Me rociarán con hisopo, y seré limpiado: tú me lavarás, y seré más blanco que la nieve ". Después de que los ministros sagrados han regresado al altar, se cantan algunos versos y respuestas entre el celebrante y todos los demás. Los ministros sagrados luego van a la sedilia (el banco o los asientos donde se sientan los ministros sagrados durante partes de la Misa) para ponerse sus manípulos y ayudar al celebrante a cambiar de capa a casulla.

- Oraciones al pie del altar. Estas oraciones son dichas por los ministros sagrados que están parados en el piso al pie de los escalones que conducen al Altar Mayor. También se dicen entre sí, arrodillados, por los acólitos y los servidores que se sientan en el coro litúrgico. Si los acólitos están lo suficientemente cerca, pueden decirlos con los ministros sagrados. Estas oraciones consisten principalmente en el Salmo 42 con los versos que se dicen alternativamente entre el celebrante y los otros ministros sagrados. Mientras se dicen estas oraciones, el coro musical canta el texto del Introito. Después de que se terminan las oraciones, todos se levantan. Los ministros sagrados suben los escalones hasta el altar para censurarlo.

- Introito (Este texto de la misa varía diariamente). Por lo general, consta de texto bíblico o religioso, seguido de un verso del Salmo, seguido de la Doxología. Luego se repite el texto bíblico o religioso. Esto generalmente se canta mientras los ministros sagrados dicen las oraciones al pie del altar mencionadas anteriormente y mientras inciensan el altar. Después de las oraciones al pie del altar, los ministros sagrados suben los escalones hasta el altar, el incienzador  trae su incensario, y un 'bote' de incienso. El celebrante coloca incienso en el tormento, lo bendice y luego procede a censurar el altar, acompañado por los otros ministros. Una vez que termina, le entrega el incensario al diácono y el diácono lo censura. El incensario se devuelve al incienzador , que se va a la sacristía hasta que lo necesiten nuevamente. Los ministros sagrados luego forman un "semicírculo" (realmente una línea) en los escalones del altar: el celebrante en la plataforma superior (llamado espacio para los pies), el diácono en un escalón intermedio y el subdiácono en el escalón inferior. El Maestro de Ceremonias luego ayuda al celebrante a encontrar su lugar en el Misal. El sacerdote hace la señal de la cruz y recita en voz baja el Introito que el coro ya ha cantado. Todos se inclinan con él cuando recita la Doxología. Mientras tanto, el coro, después de completar el Introito, comienza a cantar la Kyrie Eleison.

- Kyrie Eleison. (Señor ten piedad) Cuando el celebrante ha terminado de recitar el Introito, recita, nuevamente independientemente del coro, la Kyrie Eleison alternativamente con el Maestro de Ceremonias (los otros ministros sagrados pueden unirse al MC). Después de esto, los ministros sagrados forman una escalera línea, permaneciendo en sus respectivos pasos, hasta que el Kyrie esté casi terminado o se inclinen hacia la cruz y desciendan los escalones para sentarse en la sedilia si el escenario musical para el Kyrie es particularmente largo.

- Gloria en Excelsis. Hacia el final de la Kyrie, los ministros sagrados caminan (aún en fila) hacia el centro del altar. Si han estado sentados, todos se levantan, salvo el celebrante, que espera hasta que el diácono haya recogido su biretta. Los tres ministros sagrados hacen una genuflexión al pie de los escalones del altar, luego ascienden y forman una línea. (El diácono y el subdiácono generalmente levantan los extremos del alba del celebrante cada vez que suben los escalones juntos, y colocan su mano más cercana debajo de sus codos cuando descienden juntos.) El celebrante entona, es decir, canta las primeras palabras de Gloria, después de que el coro canta al resto y el diácono y el subdiácono suben los escalones para pararse a ambos lados del celebrante, mientras él dice en voz baja el resto de la Gloria independientemente del coro. Cuando terminan, permanecen en esta posición hasta que el canto está casi terminado o, si es un escenario musical largo, pueden bajar y sentarse (primera genuflexión), como se mencionó anteriormente en el Kyrie. (Nota: Gloria se omite de las Misas de la temporada durante Adviento, Septuagésima, Cuaresma y Pasión de las mareas, así como también de ferias fuera de Christmastide, Epiphanytide y Paschaltide).

- La colecta (a veces llamado la oración). Hacia el final del canto de la Gloria in excelsis (o Kyrie si se omite la Gloria) los ministros sagrados se dirigen al centro del altar en línea. Cuando el canto ha terminado, el Celebrante se aleja del altar y dice, con las manos extendidas hasta el ancho de los hombros (Ritus servandus in celebratione Missae, V, 1), "Dominus vobiscum" ("El Señor esté con ustedes"), a que se responde, "Et cum spiritu tuo" ("Y con tu espíritu"). Luego, el Celebrante, con las manos extendidas a no más que el ancho de los hombros y las palmas frente a frente, lee la colección o la oración del día. (Cada vez que se usa el verbo leer, esto debe interpretarse como cantar en tono monótono, a menudo con variaciones de notas en ciertos signos de puntuación y un tono especial para el final. Toda la Misa, tal como la oye la congregación, se canta, excepto la bendición, que solo canta un obispo, aunque el sacerdote recita en silencio para sí mismo todo lo que canta el coro, aparte de respuestas breves como "Et cum spiritu tuo").

- Epístola. Hacia el final de la colecta (o la última colecta si hay más de una) el Maestro de Ceremonias se dirige a la mesa de crédito para obtener la Epistolaria o el libro de lecturas. Se lo entrega al Subdiácono, quien se inclina ante el crucifijo al final de la colecta, si se menciona el Santo Nombre de Jesús, reverencia el altar y luego el coro litúrgico (a diferencia del coro musical) si hay uno. Luego se para en el piso, alineado un poco detrás del Celebrante y canta la Epístola u otra lectura propia del día. Mientras tanto, el Sacerdote también recita la Epístola en voz baja, y el Diácono, también en voz baja, responde "Deo gratias" ("Gracias a Dios") al final. El Subdiácono luego venera al coro y luego al altar. Subiendo los escalones hasta donde está el Celebrante, se arrodilla mientras el Sacerdote lo bendice, luego besa la mano del Celebrante, que lo ha colocado en la Epistolaría. Luego le entrega el epistolario al maestro de ceremonias, que lo vuelve a poner en la mesa de crédito o en algún otro lugar apropiado.

- Gradual, Aleluya, y Secuencia. Una vez que el Subdiácono ha terminado de leer la Epístola, el coro musical comienza a cantar Gradual & Alleluia (o Tract, en lugar de Alleluia, en Cuaresma), y ocasionalmente una secuencia en ciertas misas, que el celebrante debería haber terminado de recitar por sí mismo, después de su lectura privada de la Epístola, antes de que el Subdiácono haya terminado de leer la Epístola.

- Evangelio. Mientras el coro canta Gradual y Alleluia (o Tract), el subdiácono lleva el misal al lado del Evangelio del altar donde el sacerdote leerá el Evangelio en voz baja. Mientras tanto, el Maestro de Ceremonias saca el libro del Evangelio de la mesa de crédito y se lo da al diácono que luego lo coloca en el altar. Después de que el celebrante termina de leer el Evangelio, los ministros sagrados van al centro del altar y el Celebrante coloca el incienso en el tormento de la manera usual. Los dos acólitos con velas, el Maestro de Ceremonias, el thurifer con el thurible, el subdiácono y el diácono con el libro del Evangelio se reúnen en la parte inferior de los escalones del altar, hacen una genuflexión y van en procesión al lado evangélico del santuario. El subdiácono sostiene el libro del Evangelio mientras el diácono canta el Evangelio.

- Homilía. (opcional los días de semana)

- Credo. El Celebrante entona el Credo de Nicea con las palabras "Credo in unum Deum". Mientras el coro canta el Credo, los ministros sagrados recitan el Credo en voz baja en el altar. Toda genuflexión en el Incarnatus ("Et incarnatus est" a "et homo factus est."). Luego, el diácono va a la mesa de crédito, recoge la bolsa que contiene el cabo y luego extiende el cabo sobre el altar. (Nota: El Credo solo se dice los domingos y en fiestas de mayor solemnidad).

- Ofertorio. Mientras el coro canta el ofertorio, los ministros preparan el altar. El subdiácono va a la mesa de crédito y recibe el velo humeral. Después de haber dejado a un lado el velo del cáliz, el subdiácono lleva el cáliz, la patena, el purificador y el manto al altar. El celebrante recibe la patena con el anfitrión. Coloca al anfitrión en el cabo mientras dice "Suspice sancte pater ...". Mientras el celebrante dice "Deus qui humanae ...", el diácono vierte el vino en el cáliz, y después de que el celebrante bendice el agua, el subdiácono vierte una pequeña cantidad de agua en el cáliz. Con la patena en su mano derecha, el subdiácono se coloca frente al altar en el escalón más bajo con el velo humeral cubriendo sus brazos y la patena. El incienso se coloca en el thurible y bendecido por el celebrante. Las oblaciones se enfurecen primero, y luego el altar se enfurece mientras el celebrante dice el comienzo del Salmo 140 "Dirigatur Domine ...". El diácono inciensa al celebrante y a los sacerdotes del coro, después de lo cual el thurifer inciensa al resto de la fiesta del altar, seguido por los del coro, y luego la congregación.

- Secreta. Después de que el celebrante termina de rezar "Suscipe sancta Trinitas ...", dice las oraciones secretas de la Misa en voz baja. Concluye el secreto en voz alta "Per omnia secula seculorum. Amén".

- Prefacio. El sacerdote celebrante canta el prefacio común o un prefacio apropiado después de Sursum Corda.

- Sanctus Siguiendo el prefacio, los ministros recitan el texto completo del Sanctus en voz baja, y el coro comienza a cantarlo. Mientras el sacerdote celebrador dice en voz baja el Canon de la Misa, el coro continúa cantando el Sanctus, deteniéndose ante la parte que comienza con "Benedictus qui venit", que canta después de la consagración (anterior a 1962). Después de 1962, el Benedicto sigue inmediatamente.
- Canon de la Misa (Consagración) El celebrante dice el Canon de la Misa completamente en voz baja. El diácono se para al lado del celebrante y se arrodilla en el primer escalón para la consagración. Tanto el anfitrión como el cáliz son elevados por el celebrante inmediatamente después de ser consagrados. El diácono es responsable de cubrir y descubrir el cáliz con el manto.

- Pater Noster. El celebrante canta el Pater noster en voz alta. En este momento, el subdiácono coloca la patena nuevamente sobre el altar y retira el velo humeral.
- Agnus Dei (Cordero de Dios). Los ministros dicen el Agnus Dei en el altar en voz baja mientras el coro canta el Agnus Dei en voz alta.
- La paz. El beso de la paz pasa del celebrante al diácono, quien a su vez da el beso de la paz al subdiácono. El subdiácono extiende el beso de la paz al clero que asiste a misa en el coro. Mientras el coro continúa cantando el Agnus Dei, el sacerdote dice las oraciones prescritas para la preparación de su comunión. A diferencia de la misa moderna, el saludo de paz no se da entre los feligreses.
- Distribución de la Sagrada Comunión. Si la Sagrada Comunión se distribuirá a la congregación, se dice el Confiteor, seguido de "Ecce Agnus Dei ...". El sacerdote luego distribuye la Sagrada Comunión a los fieles, colocando la Hostia en la lengua de cada persona que recibe. El coro canta la Antífona de la Comunión en cualquier momento después de Ecce Agnus Dei ...
- Abluciones El celebrante limpia el cáliz y sus dedos con agua y vino. El subdiácono luego toma el cáliz y la patena con el velo del cáliz y los lleva a la mesa de crédito. Después de las abluciones, el celebrante va al lado de la Epístola del altar y lee la antífona de comunión en voz baja.
- Postcomunión Después de cantar "Dominus vobiscum", el celebrante canta la oración o las oraciones posteriores a la comunión.
- Despedida. Frente a la congregación, el diácono canta el despido, que es "Ite Missa est" o "Benedicamus Domino".
- Bendición. El celebrante coloca sus manos unidas en el altar y dice en voz baja la oración Placeat tibi, sancta Trinitas para sí mismo y para aquellos por quienes ha ofrecido misa. Luego besa el altar y, volviéndose hacia la congregación, los bendice "in nomine Patris, et Filii, et Spiritus Sancti ", haciendo sobre ellos el signo de la cruz.
- Último Evangelio. El celebrante generalmente va al lado del Evangelio del altar y lee el Último Evangelio. Desde la promulgación del Misal de 1962, que enumera bajo seis títulos las ocasiones en que se omite el Último Evangelio, el único pasaje utilizado, con excepción del Domingo de Ramos, es Juan 1: 1–14, en la recitación de la cual todos hacen una genuflexión en "Et Verbum caro factum est". En las Misas bajas, el Domingo de Ramos (cuando las palmas no se distribuyen, como no deberían ser, a menos que tal vez sea la única Misa en ese día), el Último Evangelio es el que se designa para la ceremonia de la bendición de las palmas. Cuando se usaban ediciones anteriores del Misal Romano, se leía un Último Evangelio en cada Misa, generalmente Juan 1: 1–14. Cuando hubo dos días litúrgicos coincidentes (fiestas, ferias o vigilias) cada uno tenía un Evangelio apropiado (uno que no se encuentra en las Misas comunes utilizadas para las diversas categorías de días de fiesta de los santos, como "común de confesores"), el Evangelio designado para el día litúrgico que se conmemora se leyó como el Último Evangelio, así como las oraciones colectivas, secretas y posteriores a la comunión se conmemoran para ese día. La procesión de salida se forma en el siguiente orden: crucífero entre los dos acólitos, el maestro de ceremonias y los ministros sagrados.